# Samuel Wettelius
Samuel Wettelius, född 25 mars 1687 i Simonstorps församling, död 1 mars 1763 i Drothems församling, var en svensk präst.

## Biografi
Samuel Wettelius föddes 25 mars 1687 i Simonstorps församling. Han var son till komministern därstädes. Wettelius blev höstterminen 1711 student vid Uppsala universitet och prästvigdes 20 september 1727. Han blev 1730 kyrkoherde i Drothems församling. 

### Familj
Wettelius gifte sig 8 maj 1730 med Ingeborg Brita Ridderborg (1695–1760). Hon var dotter till drabanten Jacob Ridderborg och Anna Laurinus. Ingeborg Brita Ridderborg hade tidigare varit gift med kyrkoherden Olof Granqvist i Drothems församling. Wettelius och Ridderborg fick tillsammans barnen Jacob Wettelius (1731–1731), Jonas Wettelius (1732–1768), Margareta Elisabeth Wettelius som var gift med kyrkoherden Petrus Norænius i Drothems församling och Brita Christina Wettelius (1738–1740).